# Sehnsucht nach Afrika
Sehnsucht nach Afrika (Originaltitel: La Victoire en chantant, ab 1977 Noirs et blancs en couleurs) aus dem Jahr 1976 ist der erste Spielfilm des Regisseurs Jean-Jacques Annaud. Die Kolonial-Satire erhielt bei der Oscarverleihung 1977 den Preis für den Besten fremdsprachigen Film.

## Handlung
Ein verschlafenes Grenzgebiet in Französisch-Äquatorialafrika im Januar 1915. Während die deutschen Kolonialherren bemüht sind, ihren Askaris durch Drill preußische Disziplin beizubringen, herrscht bei den Franzosen im benachbarten Fort Coulais ein geradezu dekadenter Lebensstil. Man lebt mit den Deutschen in einträchtiger Harmonie und kümmert sich nicht um die große Politik. So ist Sergeant Bosselet als Vertreter der Obrigkeit weniger an der Ausbildung seiner afrikanischen Soldaten als an amourösen Abenteuern mit deren Schwestern interessiert, die beiden Brüder Rechampot leben als Großhändler eine Ehe zu dritt und die Priester kümmern sich weniger um das Seelenheil der Eingeborenen, sondern bringen diese um ihre Fetische, um sie in Europa verkaufen zu können. Allesamt keine würdigen Vertreter einer „überlegenen Zivilisation“. Lediglich der Student und Geograph Hubert Fresnoy, der sich nur zeitweilig für eine Art Praktikum in Afrika aufhält, geht vorbehaltlos auf die Eingeborenen zu und blickt verächtlich auf seine Landsleute herab.
Als eine sechs Monate alte Zeitung vom Beginn des Ersten Weltkriegs kündet, ändert sich das Leben schlagartig. Urplötzlich breitet sich eine Welle des Patriotismus aus, und die Franzosen verlangen von Bosselet, mit seinen Soldaten die deutsche Festung anzugreifen. Nur Fresnoy als überzeugter Pazifist und Sozialist drängt darauf, mit den Deutschen zu verhandeln, findet aber kein Gehör.
Bedrängt von seinen Landsleuten bricht Bosselet völlig überhastet und unvorbereitet auf, gegen die Deutschen in den Krieg zu ziehen. Seine Landsleute begleiten die Truppe wie zu einem Sonntagsausflug und wollen bei einem Picknick aus sicherer Entfernung den vermeintlich leichten Sieg verfolgen. Doch die Deutschen schlagen mit ihrem Maschinengewehr den Angriff zurück, und als die ersten Verwundeten zurückströmen, bricht Panik aus. Völlig überstürzt fliehen die französischen Zivilisten zurück nach Fort Coulais, ohne sich um die Verwundeten zu kümmern.
Noch in der gleichen Nacht übernimmt Fresnoy mit Billigung Bosselets das Kommando über den Grenzort. Durch Zwangsmaßnahmen wie Rekrutierungen oder Beschlagnahmung der Vorräte sowie gestützt auf die Zeitungsberichte gelingt es ihm, eine für die dortigen Verhältnisse schlagkräftige Streitmacht zu formen. Fresnoy wird regelrecht zum unumschränkten Herrscher, ohne dass seine Position in Frage gestellt werden würde. Er beginnt eine organisierte Belagerung des deutschen Forts, die er auch in der Regenzeit aufrechterhält. Die Afrikaner müssen bei strömendem Regen Schützengräben ausheben. Eine Einnahme des Forts gelingt allerdings nicht. Fresnoy zeigt zunehmend arrogante und machtbewusste Züge, wenn er dabei auch stets zivilisiert bleibt. Er hat mittlerweile zwar auch eine einheimische Geliebte, behandelt sie aber mit Respekt und lässt sie gleichberechtigt als „Frau des Hauses“ auftreten.
Als eines Tages fremde Soldaten gemeldet werden, sind die Bewohner zunächst verunsichert, ob es sich um Franzosen oder doch etwa um Deutsche handeln könnte. Zu ihrer Überraschung zeigt sich aus der Entfernung der Union Jack, und britische Kolonialtruppen marschieren auf. Ein indischer Offizier in britischen Diensten verkündet den verdutzten Franzosen, dass laut einem Vertrag zwischen Frankreich und dem Britischen Empire dieses Gebiet nun von ihnen verwaltet wird. Die drei deutschen Offiziere strecken vor den Indern die Waffen, Franzosen und Deutsche feiern zusammen, als ob der Krieg nie stattgefunden hätte, während Paul Rechampot süffisant anmerkt, es habe sich ja nichts geändert, außer „dass aus deutschen Negern jetzt englische Neger werden“. Nur Fresnoy hält sich abseits und findet in seinem Gegenpart, Hauptmann Kraft, einen Seelenverwandten. Fresnoy wundert sich im Nachhinein, wie er in die Sache hineingeraten konnte. Sein neuer Freund verkündet Fresnoy, dass er dem Krieg nichts abgewinnen könne, denn schließlich sei er eigentlich Sozialist. „Moi aussi“, ich auch, antwortet Fresnoy. Das Schlussbild zeigt die beiden Männer in der Rückenansicht, wie sie einer aufgehenden künstlichen Sonne entgegen schreiten; sie gleichen sich dabei wie Zwillinge: gleiche Statur, gleicher Gang, gleicher Anzug, gleiche Frisur.

## Kritik
„Annaud entwirft ein getreues Spiegelbild des Ersten Weltkriegs im kleinsten Maßstab, das seinen maßlosen Irrsinn in Gestalt einer possenhaften Farce kenntlich macht.“

„Dem Regisseur gelingt ein aus bösen Details zusammengesetztes Sittengemälde des ausgehenden Imperialismus.“

„Satirische Studie über die Beiläufigkeit von Gegnerschaft, über die Dummheit und über Mechanismen des Kolonialismus.“

## Hintergrund
Jean-Jacques Annaud konnte für die Dreharbeiten seine Kenntnisse über Afrika verarbeiten, die er sich während seiner Zeit als Entwicklungshelfer in Kamerun erworben hatte, wie er auf seiner Homepage berichtet.
Nach eigenen Worten verdankte er auch die Idee zu seinem Film seinem Aufenthalt in Kamerun. Bei der Sichtung von Unterlagen im Nationalarchiv in Yaoundé stieß er auf das Manuskript „L'Histoire Générale du Cameroun“ eines Reverend Vater Mveng. Vor allem der Abschnitt über einen „Major von Rabben, der sich durch seinen heroischen Widerstand gegen die Alliierten Streitkräfte in der ruhmreichen Schlacht von Mora während des Ersten Weltkriegs verewigte“, erweckte sein Interesse und Annaud beschloss, an den Schauplatz des Ereignisses zu fahren, einem abgelegenen Ort an der Grenze zum Tschad.
Der Vorstand des Dorfes, ein Veteran der Ereignisse, hätte ihm schließlich eine Frage gestellt, die ihn seit 50 Jahren beschäftigt hätte: „Weshalb“, so der Mann, „hätten Franzosen und Deutsche den Ersten Weltkrieg nicht in ihrer eigenen Heimat ausgetragen, sondern hätten sich Mora als Kriegsschauplatz ausgesucht?“ Diese Frage war laut Annaud der Auslöser für die Idee zum Film.
Die Finanzierung des Films erwies sich als schwierig. Annaud veranschlagte 5 Millionen Franc. Per Zufall hörte ein Verantwortlicher des Fernsehsenders France 3 von seinem Projekt. Der Sender übernahm schließlich 10 Prozent der Finanzierung. Weitere 10 Prozent erhielt er über eine Filmförderung. Zunächst zeigte auch Präsident Albert Bongo von Gabun Interesse am Film und bot an, die Hälfte der Produktionskosten zu übernehmen, wenn der Film in Gabun gedreht würde. Allerdings erwies sich der Urwald von Gabun als ungeeignet, und Annaud ließ vom Vorhaben dort ab. Schließlich entschied er sich für die Elfenbeinküste als Drehort, nachdem er von dortiger Seite das gleiche Angebot erhalten hatte. Nachdem Annaud insgesamt sechs Finanziers für seinen Film hatte, fehlten ihm noch 27 Prozent der Produktionskosten. Da erklärte sich Arthur Cohn bereit, die Auslandsvermarktungsrechte für die restlichen Kosten zu erwerben. Nach Annaud sei Cohn der Einzige, der ohne finanziellen Verlust aus dem Film herausgekommen sei.
Auf seiner Homepage zieht Annaud Parallelen zwischen der Figur des Fresnoy und seiner eigenen Person: Wie dieser war er abgebrochener Sorbonne-Student, als er seinen Dienst als Entwicklungshelfer in Kamerun antrat. Und auch seine Sichtweise auf die Welt sei von da an für immer verändert gewesen. Daher sei Sehnsucht nach Afrika sein persönlichster Film. Vor allem sei es ihm darauf angekommen, den Missbrauch von Einheimischen als Kanonenfutter darzustellen. Er habe zudem den „inneren Afrikaner“ in sich entdeckt.
Obwohl die Kritiker begeistert waren, wurde Annauds erster Kinofilm ein finanzieller Flop. Nachdem er den Oscar unter dem Titel Black and White in Color gewonnen hatte, kam er in der französischen Übersetzung dieses Titels noch einmal in die französischen Kinos, wiederum ohne Erfolg.
Der Anfang des patriotischen Liedes „Le Chant du Départ“ stand Pate für den französischen Originaltitel, „La Victoire en chantant“. Das Lied ist zugleich Titelmelodie des Films.
In Deutschland blieb der Film zunächst unbeachtet. Erst nach dem Erfolg des Spielfilms „Jenseits von Afrika“ (1985) wurde der Film in Deutschland vermarktet. Der schwülstige deutsche Verleihtitel spielte dabei bewusst auf den Hollywood-Streifen an. Am 12. Februar 1987 hatte der Film in den bundesdeutschen Kinos seine Premiere und wurde auch hier nicht zum Erfolg.

## Veröffentlichungen
Der Film war in Deutschland lange Zeit nur als VHS-Video von VPS Film-Entertainment (1992) erhältlich. Im Rahmen einer „Arthur Cohn Edition“ wurde der Film 2003 auch in einem DVD-Set aller oscarprämierten Filme Cohns veröffentlicht.